# Provinz Sidi Bel Abbès
Die Provinz Sidi Bel Abbès (arabisch ولاية سيدي بلعباس, DMG Wilāyat Sīdī Bu-l-ʿAbbās, Zentralatlas-Tamazight ⴰⴳⴻⵣⴷⵓ ⵏ ⵙⵉⴷⵉ ⴱⴻⵍ ⵄⴻⴱⴱⴰⵙ Agezdu n Sidi bel Ɛebbas) ist eine Provinz (wilaya) im nordwestlichen Algerien.
Die Provinz liegt im Tellatlas nahe der marokkanischen Grenze, sie umfasst die Stadt Sidi bel Abbès samt ihrem Umland und hat eine Fläche von 8306 km².
Rund 565.000 Menschen (Schätzung 2006) bewohnen die Provinz, die Bevölkerungsdichte beträgt somit rund 68 Einwohner pro Quadratkilometer.
Die Wirtschaft der Provinz ist landwirtschaftlich geprägt, vorwiegend durch Getreideanbau, in der Stadt Sidi bel Abbès selbst befinden sich auch lebensmittelverarbeitende und elektronische Industrien.